# メアリー・アニング
メアリー・アニング（Mary Anning、1799年5月21日 - 1847年3月9日）は、イギリスの初期の化石採集者で古生物学者。

## 人生
メアリー・アニングは1799年、イギリス南部沿岸ドーセット州のライム・レジス村で生まれた。彼女が生後15か月だった1800年、雷がサーカスで賑わう村を襲い、4人に直撃した。その内3人が死亡したが、生き残った1人がメアリーだった。このことから、後年の彼女の天才的な才能は雷に打たれたからだとする迷信がうまれた。
メアリーの父リチャードは家具職人だったが、ライム・リージス村沿岸の崖で化石を採集し、それを観光客に売ることで生計を立てていた。ジュラシック・コーストの一地点であるライム・リージス村沿岸は、前期ジュラ紀には赤道直下の熱帯の海の底だった地質で、現在でも豊富な化石を産出する地層が露出する。彼は子供達にも化石採集のノウハウを教えていたが、メアリーは特に強い興味を示し、幼い頃から化石採集に積極的であったという。1810年に父が結核で亡くなるとアニング家の収入は途絶え、学校にも行けなくなった。メアリーと兄のジョセフで化石を採集し、生計を支えなければならなくなった。崖は急斜面で海流の影響でがけ崩れをおこすこともこともあり、危険な仕事であったという。メアリーの飼い犬「トレイ」は、彼女の化石採集に同行中に、地滑りに巻き込まれ命を落としている。
化石採集は18世紀終わりから19世紀始めにかけてブームになった。始めの頃は切手収集とおなじような余暇であったが、しだいに地質学や生物学の理解に必要な科学になっていった。彼女は初めは観光客向けに化石の採集を始めたが、すぐに化石への興味が強く高い値段で買ってくれる科学界と関係を築いていった。
メアリーと科学界との関係が最初にできたのは、父の死の数か月後の1811年、彼女がイクチオサウルスの骨格の化石を見つけた時であった。魚竜はもちろん恐竜の存在すら当時はまだそれほど世間に知られてはおらず、ジョセフが一年前に大きなワニのように見える頭蓋骨の化石を見つけていたが、骨格の残りの部分は始めは見つかっていなかった。しかしメアリーが嵐の後に来てみると、化石を含んだ崖の一部が削られあらわになっていた。イクチオサウルスの化石自体は1699年にウェールズですでに発見されていたが、彼女が発見したのは最初の全身化石であった。これは重要な発見で、化石はすぐに王立協会の手に渡ったが、メアリーはこの時わずか12歳であった。彼女はその後も2体の別のイクチオサウルスの化石を発見している。

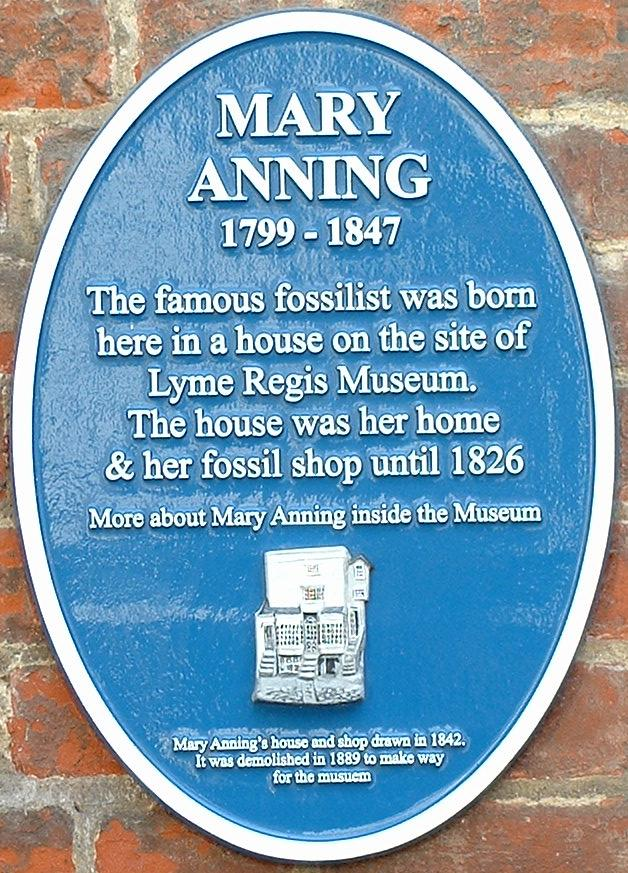
生家に掛けられている記念盾

メアリーの評判が高まると、彼女はリンカンシャーの裕福な化石収集者であるトーマス・ジェームズ・バーチ（Thomas James Birch）の目に留まった。アニング家が貧困で困っているのを見て、彼は自身の化石を売り、売り上げの約400ポンドをアニング家に与えた。ここ10年で初めて財政的な態勢が整ったことで、メアリーはジョセフが家具職人として勤め始めてからも化石採集を続けた。彼女の次の大発見は、1821年のプレシオサウルスの骨格化石の初めての発見であった。この発見は後にウィリアム・ダニエル・コニベアによって記載され、メアリーの発見した化石がその後タイプ標本となった。その後、1828年には新種の魚の化石やドイツ以外では初めてとなる翼竜（ディモルフォドン）の、全身の化石などを発見した。
以上の3つの発見によってメアリーの名前は歴史に残ったが、彼女は生涯を通じて化石の発掘を続け、初期の古生物学に大きく貢献した。30代後半になると、イギリス学術振興協会から収入を得ることになったが、女性であるという理由により本や論文を出版することは許されなかった。ヴィクトリア朝時代のイングランドにおいて、労働者階級の女性が教育を受けられる階級の男性と同じ仕事に携わっただけでも異例のこととされる。メアリーは乳がんのため47歳で世を去ったが、死の数か月前にロンドン地質学会の名誉会員に選ばれた。結婚はせず、生涯独身であった。

## 科学に与えた影響

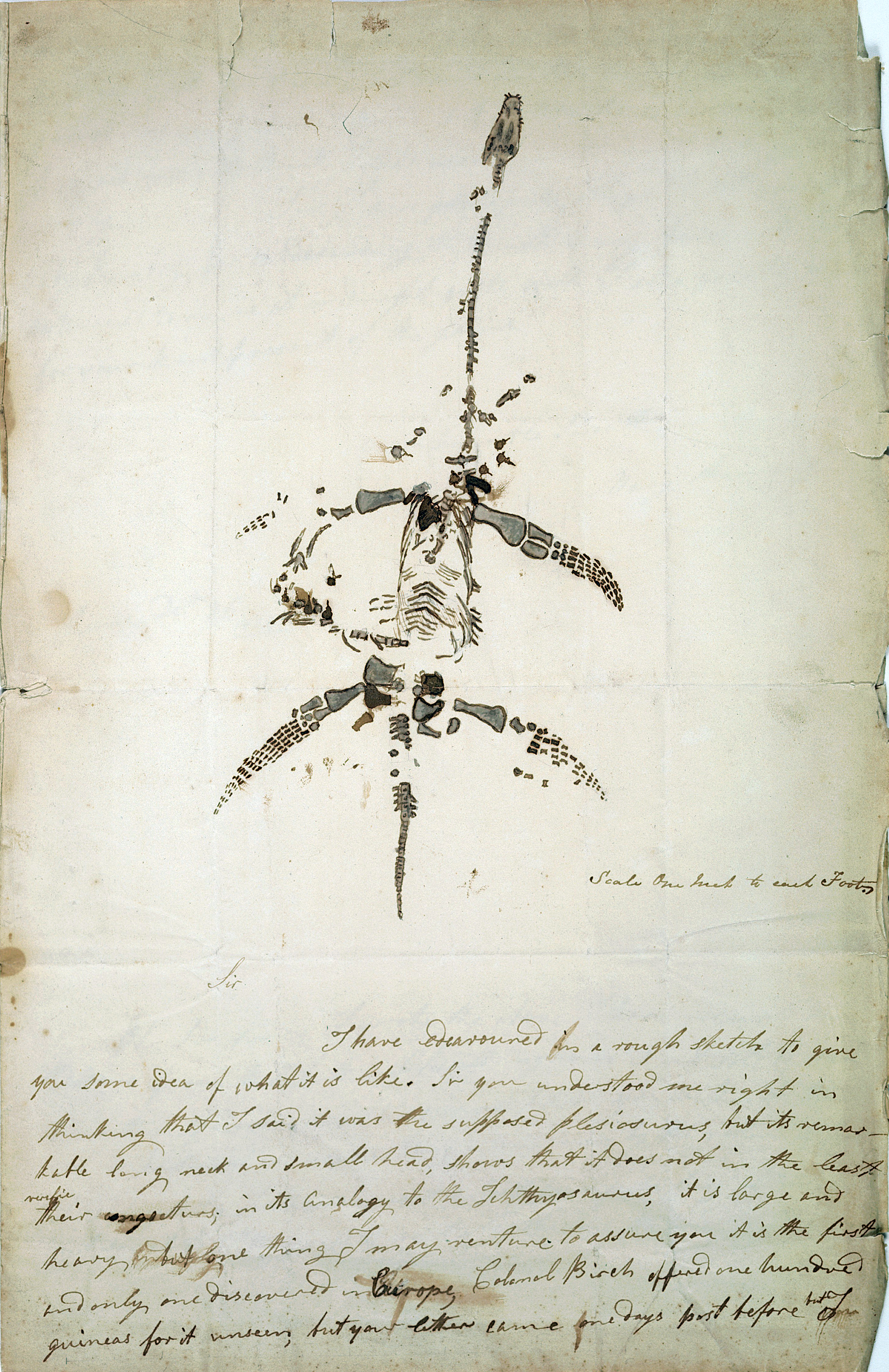
プレシオサウルスの発見について図付きで報告されたアニングの手紙。その後この標本はロンドン自然史博物館に標本番号BMNH 22656 として収蔵される。

メアリー・アニングの発見した化石は、人々の知るどのような動物にも似ず、過去に絶滅があったことの証拠となった。その頃までは、動物が絶滅するとは信じられておらず、奇妙な化石が発見されても地球上の未開の地に棲息している未発見の動物だと説明されてきた。当時の人々は、化石を「蛇石」「悪魔の足の爪」などとみなしていたとされる。アニングの発見した化石はこのような議論に終止符を打つものであり、古代の生物への正しい理解を導いた。なかでもベアゾールとよばれる石が化石化した糞であると結論付けるに至る発見は、古代の生き物の暮らしを知るうえできわめて重要な発見であったとされる。
メアリーは死後、一旦は忘れ去られたが、後に再発見され、ロンドン地質学会は彼女を追悼して教区教会の聖ミカエル教会にステンドグラスを作った。銘にはこう書かれている。｢このステンドグラスは、1847年3月9日に亡くなったこの教区のメアリー・アニングを追悼するために作られたものである。これは、司教代理とロンドン地質学会の会員有志によって、彼女の博愛、高潔と地質学への貢献を記念して作られた。｣
英国科学史ジャーナルは、メアリー・アニングを「世界の歴史上で最も偉大な古生物学者」と称賛している。
メアリーは、She sells sea shells by the sea shore.（彼女は海岸で貝殻を売った）という早口言葉のモデルになった人物であると考えられている。また、｢アーティチョーク｣というグループの歌、Anning, Maryの題材になっている。その人生はフィクション作品など、文学にも多くの影響を与えた。

## 関連作品
- ジョン・ファウルズ『フランス軍中尉の女』（1982年）
- キャサリン・ブライトン、翻訳：せなあいこ『化石をみつけた少女―メアリー・アニング物語』（2001年）
- 吉川惣司、矢島道子『メアリー・アニングの冒険 恐竜学をひらいた女化石屋』（2003年) 朝日選書
- ヘレン ブッシュ、翻訳：鳥見真生『海辺の宝もの』（2012年）
- 映画『アンモナイトの目覚め』（2020年）演：ケイト・ウィンスレット